# Маршалска Острва на Светском првенству у атлетици на отвореном 2017.
Маршалска Острва су учествовала на Светском првенству у атлетици на отвореном 2017.  одржаном у Лондону од 4. до 13. августа. пети пут. Репрезентацију Маршалских Острва представљао је један такмичар који се такмичио у трци на 100 метара.,
На овом првенству представник Маршалских Острва није освојио ниједну медаљу, али је поправио свој лични рекорд.

## Учесници
Мушкарци:
- Џеки Ланки — 100 м

## Резултати

### Мушкарци
| Атлетичар  | Дисциплина | Лични рекорд | Предтакмичење | Предтакмичење | Квалификације        | Квалификације        | Полуфинале           | Полуфинале           | Финале               | Финале       | Детаљи |
| Атлетичар  | Дисциплина | Лични рекорд | Резултат      | Место         | Резултат             | Место                | Резултат             | Место                | Резултат             | Место        | Детаљи |
| ---------- | ---------- | ------------ | ------------- | ------------- | -------------------- | -------------------- | -------------------- | -------------------- | -------------------- | ------------ | ------ |
| Џеки Ланки | 100 м      |              | 11,91 ЛР      | 5. гр. 2      | Није се квалификовао | Није се квалификовао | Није се квалификовао | Није се квалификовао | Није се квалификовао | 54 / 56 (60) |        |